# Picotux
Picotux — самый маленький компьютер в мире под управлением Linux. Есть несколько различных видов picotux, но главный из них — picotux 100. Его размеры — 35 мм × 19 мм × 19 мм, он чуть больше, чем разъем RJ45. Два коммуникационных интерфейса, 10/100 Мбит полу/полнодуплексный Ethernet и последовательный порт до 230400 бит/с. Пять дополнительных разъёмов могут быть использованы для любого общего ввода-вывода.
Picotux 100 работает на 55 МГц 32-битном ARM7 Netsilicon NS7520 процессоре с 2 Мб флэш-памяти (750 KB из которых содержит OS) и 8 Мб SDRAM памяти. Операционная система μClinux 2.4.27 Big Endian. BusyBox 1.0 используется в качестве основной оболочки. Picotux система потребляет 250 мА при напряжении 3,3 В ±5 %.